# Bernhard Kapp
Bernhard Kapp (* 19. März 1921 in Stuttgart; † 13. Juli 2014 in Coburg) war ein deutscher Unternehmer.

## Leben
Nach Abschluss der Schule mit dem Abitur nahm Bernhard Kapp über fünf Jahre als Soldat am Zweiten Weltkrieg teil, zuletzt als Offizier. Anschließend studierte er Maschinenbau an der Technischen Hochschule Stuttgart, wo er Mitglied des Corps Stauffia wurde. 1950 trat er als Konstrukteur in die Firma Waldrich Coburg ein, die er zusammen mit seinem Schwager Otto Waldrich als geschäftsführender Gesellschafter bis 1977 leitete und zur Weltgeltung führte. 1953 gründete er in Coburg zudem die Maschinenfabrik Kapp & Co., die sich auf den Bau von Werkzeugschleifmaschinen spezialisierte und 1981 die weltweit erste Profilschleifscheibe mit CBN-Technologie auf den Markt brachte.
Von 1971 bis 1999 war er Vorsitzender des Vereins Deutscher Werkzeugmaschinenfabriken. Von 1978 bis 1981 stand er als Präsident dem Verband Deutscher Maschinen- und Anlagenbau vor. Er war zweimal Präsident des Comité de coopération des industries de la machine-outil, zudem Vizepräsident des Bundesverbandes der Deutschen Industrie und Mitglied der Großen Deutsch-Sowjetischen Kommission für wirtschaftliche und wissenschaftlich-technische Zusammenarbeit. Er galt als Streiter für den deutschen Maschinenbau und gegen staatliche Industriepolitik, Protektionismus und einseitige staatliche Förderung von Forschungsprojekten in der Großindustrie. Um die Förderung der Ingenieursausbildung erwarb er sich zahlreiche Verdienste.

## Auszeichnungen
- Bayerischer Verdienstorden, 1979
- Ehrensenator der Hochschule Coburg, 1980
- Ehrenbürger der RWTH Aachen, 1981[3]
- Großes Bundesverdienstkreuz, 1981
- Ehrendoktorwürde der Technischen Universität Berlin, 1988[4]
- Ehrenvorsitzender des Vereins Deutscher Werkzeugmaschinenfabriken, 1999[4]
- Großes Bundesverdienstkreuz mit Stern, 2000
- Preis Deutscher Maschinenbau, 2009
- Goldener Ehrenring der Stadt Coburg, 2010[4]